# Linothele curvitarsis
Linothele curvitarsis is een spinnensoort in de taxonomische indeling van de Dipluridae.
Het dier behoort tot het geslacht Linothele. De wetenschappelijke naam van de soort werd voor het eerst geldig gepubliceerd in 1879 door Ferdinand Karsch.